# Congrier
Congrier är en kommun i departementet Mayenne i regionen Pays de la Loire i nordvästra Frankrike. Kommunen ligger i kantonen Saint-Aignan-sur-Roë som tillhör arrondissementet Château-Gontier. År 2022 hade Congrier 919 invånare.

## Befolkningsutveckling
Antalet invånare i kommunen Congrier
| Referens: INSEE |